# Miss Van
Miss Van, de son vrai nom Vanessa Alice Bensimon, née en 1973, est une artiste, peintre, graffeuse et graffiti-artist toulousaine.

## Biographie

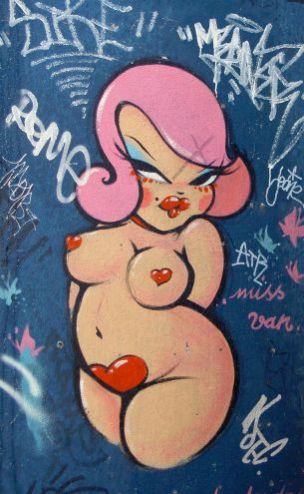
Un graffiti de Miss Van à Londres en 2006

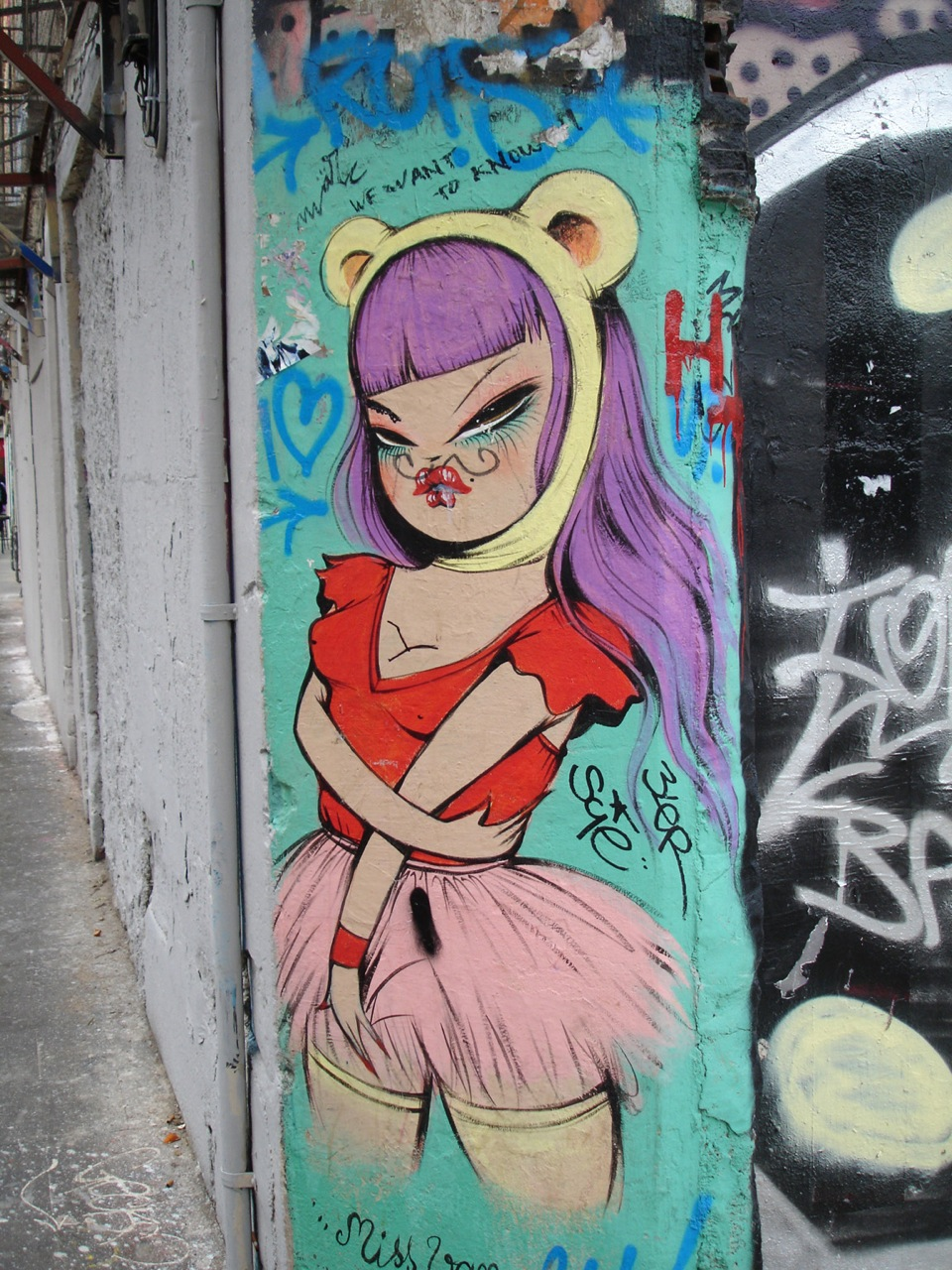
Un graffiti de Miss Van à Barcelone en 2006

Un graffiti de Miss Van à San Francisco en 2005

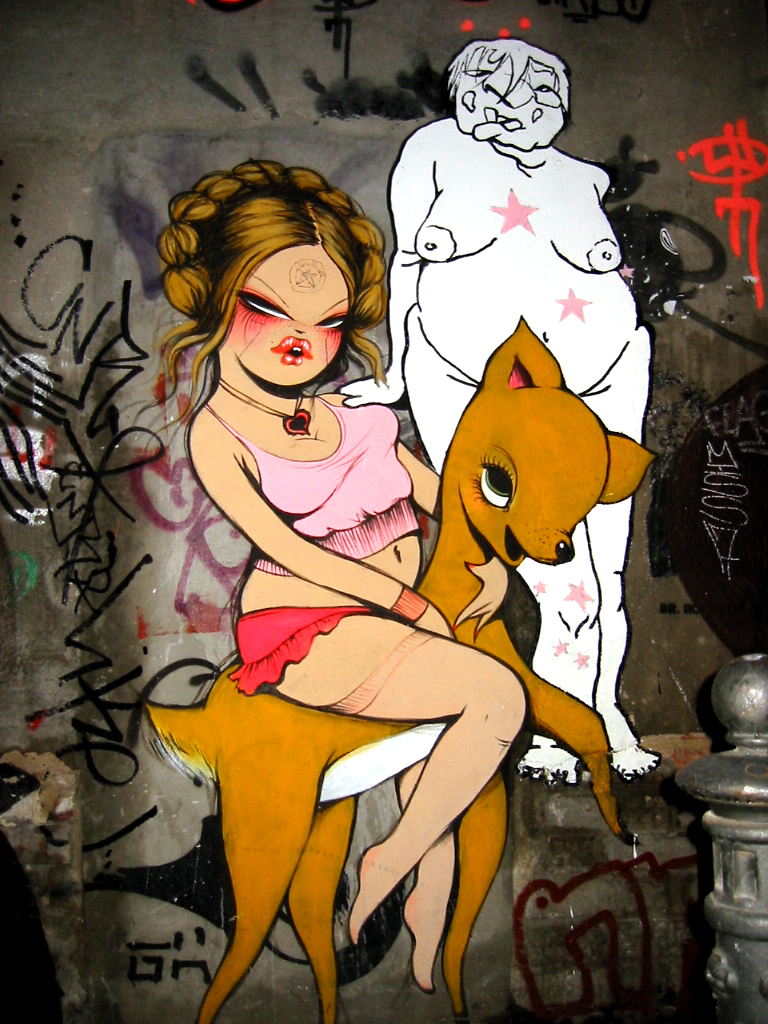
Un graffiti de Miss Van à Barcelone en 2005

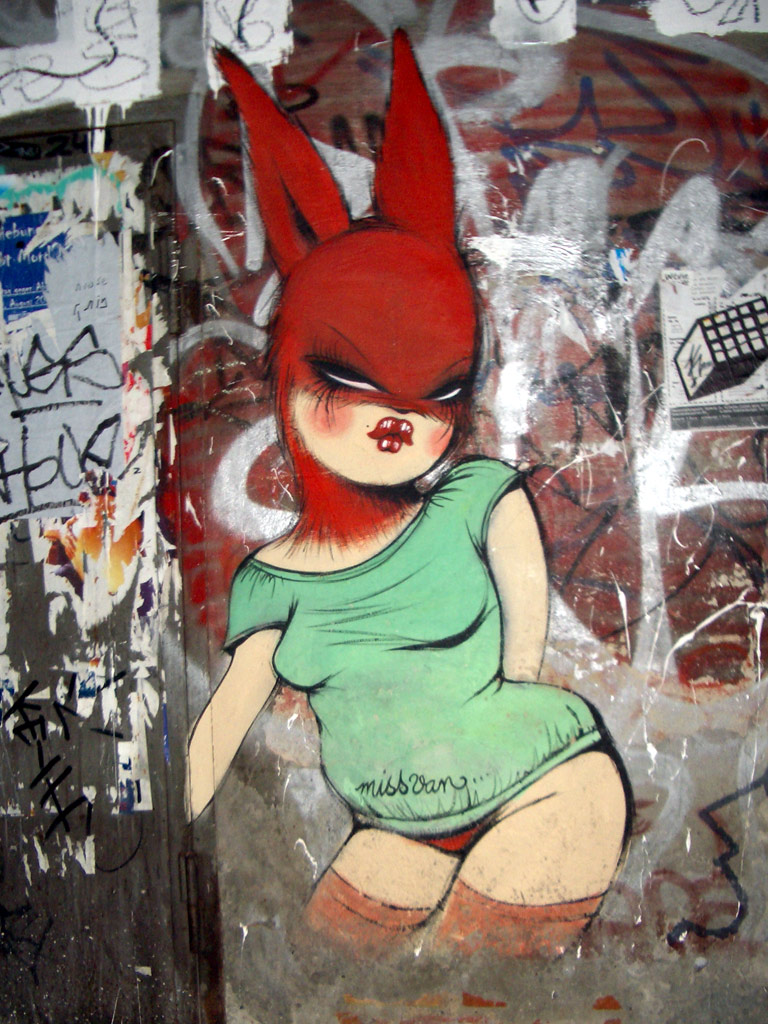
Un graffiti de Miss Van à Berlin en 2007

Miss Van commence à peindre dans les rues de Toulouse à l'âge de 18 ans,,, au début des années 1990, avec Mademoiselle Kat, une autre artiste toulousaine,,,. 
Elle passe une licence d'arts plastiques à Toulouse,, elle vit et travaille à Barcelone,,.
Son style novateur tranche avec l'art urbain, traditionnellement masculin. Elle est exposée à travers le monde, de Paris (à la Galerie Magda Danysz), à New York, Los Angeles, Barcelone ou encore Manille.

## Œuvre
Les courants qui ont influencé son œuvre vont de la figuration libre aux pin-up des années 1950 en passant par les bandes dessinées de Vaughn Bodé et l'imagerie religieuse. Son travail a évolué au fil du temps. La ligne s'est affinée et le dessin a gagné en détails. Les « poupées » stylisées des débuts sont devenues plus réalistes, sombres et expressives.

## Expositions, évènements et réalisations publiques
1999
- Exposition Miss Van, galerie Diloy, Toulouse (février 1999)[9],[10]

2003
- Soirée WebJam, dans le cadre de Art, Code et Mouvement, Centre national d'art et de culture Georges-Pompidou, Paris (24 mai 2003)[11]
- Exposition collective avec Icon Tada et Nasty, Galerie Magda Danysz, dans le 13e arrondissement de Paris (19 mars - 20 avril 2011)[12]

2004
- Cute and Scary, exposition collective, Flux Factory, New York (États-Unis) (20 novembre - 18 décembre 2004)[13]

2005
- Toma Dame, exposition solo, Iguapop Gallery, Barcelone (Espagne)
- Dont Be Shy, exposition solo, Jonathan LeVine Gallery, New York (États-Unis)

2006
- Spank the Monkey, Baltic, Centre for Contemporary Art, Gateshead (27 septembre 2006 - 7 janvier 2007)[14]

2007
- Bestial, exposition collective organisée par Miss Van à la galerie Iguapop à Barcelone (Espagne) (2007)[15],[16]

2008
- Still A Little Magic, duo avec Jeremy Fish, FIFTY24SF Gallery, San Francisco (États-Unis) (4 décembre - 30 décembre 2008)[17]
- Canto Negro y Brujerias, exposition collective, Merry Karnowsky Gallery, Berlin (Allemagne) (26 juillet - 23 août 2008)

2009
- From Style Writing to art (a street art anthology), Magda Danysz Gallery, Paris (24 octobre - 21 novembre 2009)[18],[19],[20]
- StringBreak, exposition collective et 100% filles (Anne Brunet, Miss Van, Mijn Schatje, Liz McGrath, Amandine Urruty, Darkimey, Cindy Gravelat, Caroline Sury et Mademoiselle Kat) à la galerie GHP (Galerie de la Halle aux Poissons) à Toulouse (2009)[21]

2010
- All-in! Illustration et figuration, exposition collective, galerie GHP (Galerie de la Halle aux Poissons), Toulouse (22 mai - 17 juillet 2010)[22]

2011
- Twinkles, exposition solo, Galerie Magda Danysz, dans le 11e arrondissement de Paris (19 mars - 30 avril 2011)[23],[24],[25]

2012
- Wild at Heart, exposition solo, Copro Gallery, Santa Monica (États-Unis) (2012)[26],[27]
- F*ck Art 2012, Museum of Sex (aka MoSex), New York City’s Fifth Avenue (États-Unis) (8 février - 10 juin 2012)

2013
- Women on the Walls, Miami Wynwood Wall, Art Basel 2013, Miami (États-Unis) (décembre 2013)[28]
- Room for Cream, Soze Gallery, Los Angeles (États-Unis) (octobre 2013)[2]
- Beco do Batman, mur peint avec Ciro Schu, Vila Madalena, São Paulo (Brésil) (2013)[29]
- F*ck Art 2013, Museum of Sex (aka MoSex), New York City’s Fifth Avenue (États-Unis) (8 février - 17 mars 2013)[30]

2014
- Bien Bonitas de Paris, Le MUR, Paris (juin 2014)[31]
- Miss Van: Glamorous Darkness, exposition solo, , StolenSpace Gallery, Londres (Royaume-Uni) (mai 2014)[32]

2016
- Artmossphere, biennale de Street art, Moscou (Russie) (30 août 2016 - 18 janvier 2017)[33]
- La Symphonie des Songes, Festival Rose Béton de Toulouse (août 2016)[34],[35]
- En el viento en mi pelo, exposition solo, musée CAC (Centro de Arte Contemporáneo de Málaga), Malaga (21 juin - 18 septembre 2016)[36],[37],[38]
- The Expulsion Of The Limbo, exposition collective, Fousion Gallery, Barcelone (10 juin - 20 juillet 2016)

2017
- Graffs dans les chambres de l'hôtel de la Villa du Taur, rue du Taur, à Toulouse (2017)[39]
- Urbain.es, Condition Publique, exposition collective, Street Generations, Roubaix (31 mars - 18 juin 2017)[40]
- Flor de Piel, exposition solo, Victor Lope Gallery, Barcelone (26 janvier - 11 mars 2017)

2018
- Kaléidoscope, exposition collective, Institut Bernard Magrez (8 décembre 2018 - 17 février 2019)[41]
- Altered Reality, exposition collective (Robert Proch, Bezt, Will Barras, Andrew Hem, Miss Van, Doze Green, Éric Lacan, Dulk), galerie Chenis Longhi, Paris (8 septembre - 13 octobre 2018)[42]
- Rétrospective sur 15 années de création, exposition solo, Galerie Openspace, Paris (19 mai - 16 juin 2018)[43]
- Festin de arte, exposition collective, galerie Isabel Croxatto, Santiago de Chile (février 2018)
- Convulsive Beauty, Then & Now, duo avec Leonor Fini, galerie Weinsten, San Francisco (États-Unis) (janvier - février 2018)

2019
- Conquête Urbaine, Street Art au Musée, Musée des Beaux-Arts de Calais, Calais (6 avril - 3 novembre 2019)
- La muse de la nuit, fresque, Ostende (Belgique) (avril 2019)[44]

2020
- Fair Play, exposition collective (Doze Green, Miss Van, Andrew Hem, Augustine Kofie, Levalet, Rafael Gerlach/SatOne, Dan Rawlings, Mist, Rouge Hartley), galerie Chenis Longhi, Paris (24 octobre - 14 novembre 2020)[42]
- Ensemble, exposition collective (Doze Green, Miss Van, Andrew Hem, Mist, Augustine Kofie, Dan Rawlings, Rafael Gerlach/SatOne, Éric Lacan, Madame, Levalet, Philippe Hérard), galerie Chenis Longhi, Paris (6 juin - 11 juillet 2020)[42]

2021
- Fousion Finest 2021, exposition collective, Fousion Gallery, Barcelone (14 octobre - 31 octobre 2021)
- Pale Moonlight Muses, exposition solo, Dorothy Circus Gallery, Londres (avril 2021)
- Bal masqué, exposition collective, Ruby Gallery, Bruxelles (28 janvier - 21 mars 2021)

2022
- Terrae Novae, exposition collective (Mono Cieza, Miss Van, David de la Mano, Victor Castillo, Bruno Pontiroli, Dilka Bear, Will Barras, Peca & Ilia Mayer), Fousion Gallery, Barcelone (Espagne) (24 novembre 2022 - 15 janvier 2023)[45]
- Evanescent Splendor, Harman Projects, New York (États-Unis) (3 septembre - 24 septembre 2022)[46]

### Vidéos
- (en) [vidéo] VNAMagazine, « VNA - Miss Van in Sao Paulo », sur YouTube, 22 novembre 2013